# DefesaNet
O DefesaNet é um portal de notícias especializado em defesa, estratégia, tecnologia, inteligência e segurança, englobando assuntos aéreos, navais e terrestres.
O DefesaNet foi criado em 1999 pelo seu atual editor-chefe Nelson Francisco Düring como uma plataforma de envio semanal de e-mails a órgãos governamentais, empresas privadas e pessoas interessadas no tema. No ano seguinte, em março de 2000, Düring transformou seu boletim semanal em um portal de notícias online, que figura desde então. Além do tema militar, o portal DefesaNet também é especializado em assuntos aeroespaciais.
É considerado por alguns portais noticiários, como a Sputnik e a seção de notícias do STM, como "uma das maiores referências no Brasil sobre indústria bélica" e "uma das mais importantes páginas de notícias nas áreas de defesa, estratégia, inteligência e segurança da América Latina."